# Verwaltungsgemeinschaft Teuschnitz
In der Verwaltungsgemeinschaft Teuschnitz im oberfränkischen Landkreis Kronach haben sich am 1. Mai 1978 folgende Gemeinden zur Erledigung ihrer Verwaltungsgeschäfte zusammengeschlossen:
1. Reichenbach, 666 Einwohner, 8,66 km²
2. Teuschnitz, Stadt, 1856 Einwohner, 34,25 km²
3. Tschirn, 523 Einwohner, 20,14 km²

Sitz der Verwaltungsgemeinschaft ist die Stadt Teuschnitz.